# Keizersgracht 143
Keizersgracht 143 is een grachtenpand aan de oostzijde van de Keizersgracht tussen de Leliegracht en de Herenstraat in Amsterdam. Het grachtenpand dateert van ca. 1624 en is opnieuw opgetrokken rond 1700. Het pand heeft een gevel en stoep van de 18e eeuw, en een voordeur en rechte lijst van de 19e eeuw.

## Geschiedenis en bewoners

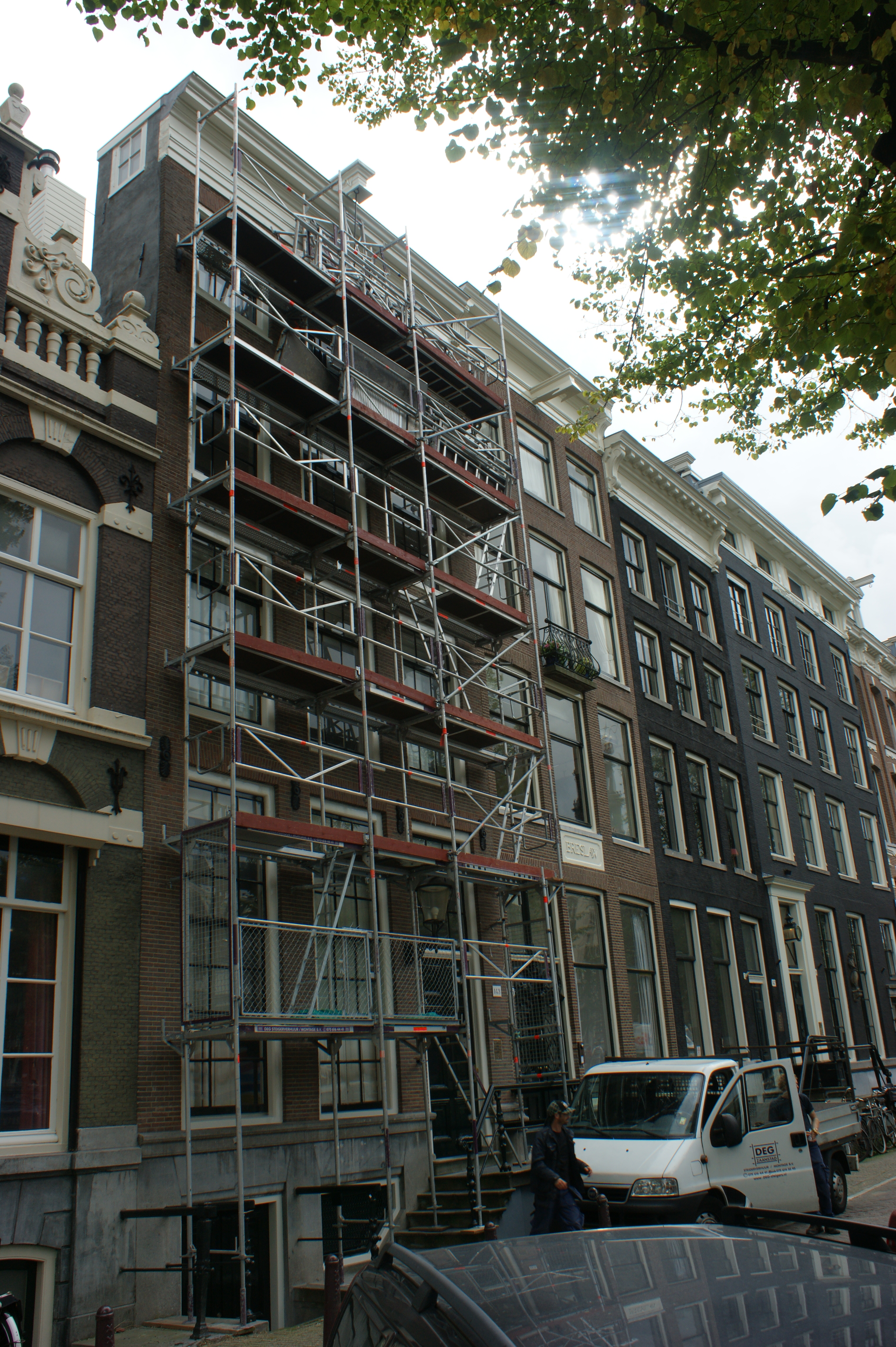
Keizersgracht 143

Het pand werd in een onbekend jaar eigendom van Cornelis Verpoorten die was getrouwd Jacomina Bas. Hun dochter Anna Elisabeth trouwde met Gerrit Karsseboom. Het pand is lange tijd verhuurd door de erfgenamen, die woonden op de Kloveniersburgwal. In 1725 betrokken zij zelf het pand. Aan het eind van de 18e eeuw was Simon Jan Baptista Barchman Wuijtiers eigenaar, hun kleinzoon. Hij woonde op de Kloveniersburgwal en was getrouwd met Louise Johanna Lampsins.
In 1855 heeft hier Carel Tellingen (geb. 1817, Napel) gewoond. Hij was medestichter van de Tanah-Wangie-maatschappij, een handelsmaatschappij in Nederlands Oost-Indië.

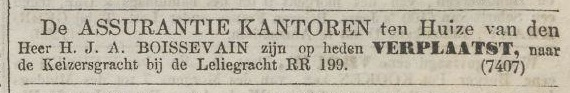
Advertentie uit 1859, die opening assurantiekantoor in het pand aankondigt

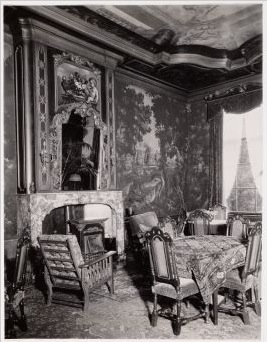
Interieur rond 1914

Ergens tussen 1855 en 1864 heeft de familie Boissevain, patriciërs van oorsprong hugenoten, het pand gekocht. Meerdere familieleden woonden hier tot en met 1930:
- Henri Jean Arnaud Boissevain (1813-1891) woonde en werkte hier bij zijn assurantiebedrijf H.J.A. Boissevain en Zonen,[8] dat in 1859 hiernaartoe verhuisde.[9]
- Hoogleraar Ursul Philip Boissevain (1855-1930) woonde vanaf 1911 in het pand.
- Walrave Boissevain (1876-1944), een liberaal politicus, heeft er in elk geval tussen 1916 en 1924 gewoond.[10]

Mogelijk werd het huis gedeeld: er is bewijs dat een mevrouw J. van Hattum hier in 1921 heeft gewoond. Tijdens de oorlog was hier een Joodse mevrouw Betje Cohen (1898-1942) afgevoerd; in 1942 overleed zij in Auschwitz. Twee kinderen die nog thuis woonden, overleefden.
In september 1946 kocht Dirk van Laane (geb. 1887) het pand. In de jaren 40 en 50 zaten hier delen van de Dienst Draadomroep.
Daarna was hier de Afdeling Effectenregistratie van de Raad voor het Rechtsherstel gehuisvest.
In de jaren 60 werd het pand gebruikt door de Vrije Universiteit. Er bestaat in 1962 een referentie naar een Botanisch-Zoölogisch Laboratorium. Later, in 1967-8, was er sprake van een verbouwing ten behoeve van een Instituut voor Toegepaste Taalwetenschap van de Universiteit van Amsterdam.
Tegenwoordig is het pand ingedeeld in appartementen.

## Interieur
Een interieur van de "sael" inclusief wandtapijten bevindt zich in het Kunstmuseum Den Haag als de Gobelinzaal. Het interieur dateert van rond 1710 en heeft tot en met 1931 in de voorkamer van het pand gezeten. De kamer is in zijn totaliteit verplaatst. Het geschilderde plafond suggereert een hoge opbouw met een blik in de open hemel, waarin de Romeinse godinnen van de Wijsheid (Minerva) en de Rechtvaardigheid (Justitia) zweven. De rondom opgehangen wandtapijten van de tapijtwever Alexander Baert, afkomstig uit Oudenaarde maar werkzaam in Gouda en Amsterdam vertonen een gefantaseerd boslandschap met water, vogels en gebouwen.
Er bevindt zich in de door een schot verdeelde voorkamer nog steeds een fraaie plafondschildering.

## Voormalige huisnummering
In het huisnummeringsysteem van voor 1875 had het pand het nummer 199 in wijk RR, dus RR 199. In het huisnummeringsysteem van daarvoor (voor 1853) had het huis het "kleine nummer" 324 in wijk 45.